# Vadmalsstamp

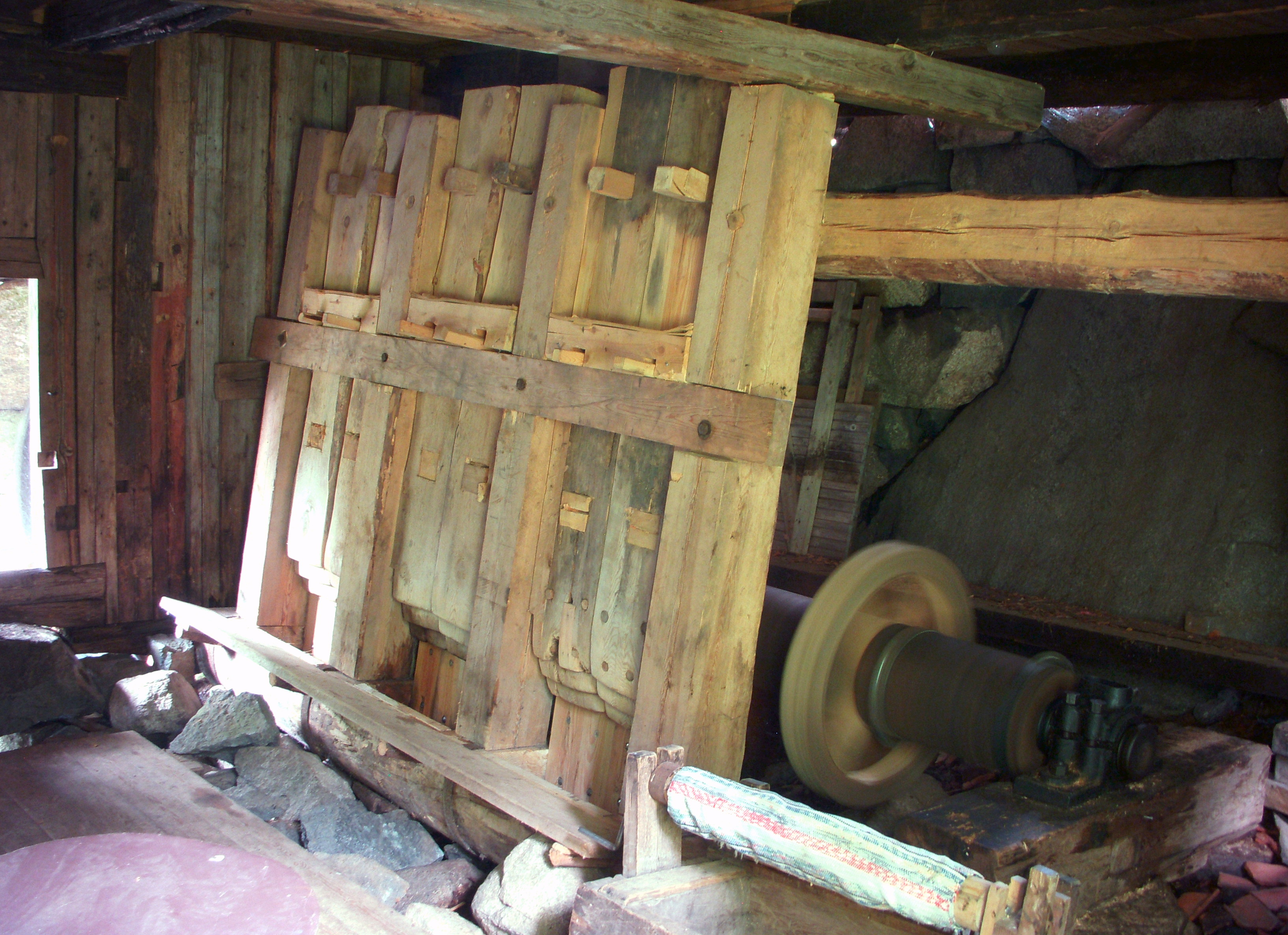
Vadmalsstamp, kulturreservatet Kvarna.

Vadmalsstampen är en typ av stampverk, som användes för att valka ylletyger. Tyget veks ihop likt ett dragspel och lades i trätråg med varmt vatten, för behandling med stockar som sattes i rörelse med hjälp av vattenkraft. Tråget var rundat nertill så att tyget ständigt förflyttades och hela tygbunten blev jämnt bearbetad.
Ett otvättat ylletyg innehåller i sig fett och urinämnen som utsöndras av det varma vattnet. Annars kunde jäst urin tillsättas, numera tillsätter man såpalösning.
Ullfiberns fjäll reser sig under behandlingen och fungerar som hullingar till angränsande fjäll, vilket får ullen att filta ihop sig. Ullkvaliteter från svenska lantraser kan valkas, men ull från köttraserna är sämre att göra vadmalstyger av. Som regel används kardgarnet, till skillnad från det mjukare kamgarnet.
Innan vattenkraft fanns tillgänglig skedde stampningen "till fots", och då kunde det vara 8–12 timmars trampning som behövdes. Ullkvaliteten och tygets täthet avgör behandlingstiden.
Vadmalstyget krymper av behandlingen, cirka 25–35 %, men det kan till och med krympa till hälften av ursprungligt mått. Kriteriet för att kallas vadmal är att tyget stampats så hårt att man inte kan dra ut några trådar ur det. Ytan blir också helt slät när behandlingen är slutförd. Om ytan fortfarande är något ruggad kallas tyget "berett". När tyget är färdigstampat skall det sköljas och spännas upp för torkning.
Troligen uppfördes den första vattendrivna vadmalsstampen i Frankrike under 1000-talet. Metoden spreds till England under medeltiden, och ett stort antal fotstampare blev arbetslösa.
Till Sverige kom vattenstamparna under 1500-talet, men fotstampning förekom dock allmänt ända fram till början av 1800-talet då de vattendrivna stamparna successivt tog över.